# Príncep Toneri
El Príncep Toneri (japonès: 舎人親王)  (28 de gener de 676 (Gregorià) - 6 de desembre de 735 (Gregorià)) fou un príncep japonés imperial durant el període Nara, fill de l'emperador Tenmu. Obtingué el nom pòstum d'emperador Sudoujinkei, com el pare de l'emperador Junnin. A la primeria del període Nara guanyà, juntament amb el príncep Nagaya, poder polític com a dirigent de la família imperial.

## Importància històrica
Supervisà la compilació del segon llibre més antic del Japó, el Nihon Shoki.

## Genealogia
El príncep Toneri era fill de l'emperador Tenmu. Sa mare era la princesa Nîtabe, que era filla de l'emperador Tenji.
Es casà amb Taima no Yamashiro (o Tagima no Yamashiro) i tingueren aquests fills: príncep Mihara, Mishima, príncep Fune (o Funa), Ikeda, Moribe, Miura i el futur emperador Junnin, el príncep Ōi.
Alguns descendents seus adoptaren el cognom Kiyohara, com ara Kiyohara no Natsuno, net del príncep Mihara, Kiyohara no Fukayabu, Kiyohara no Motosuke i sa filla Sei Shōnagon.